# New Orleans Hornets 2005-2006
La stagione 2005-06 dei New Orleans/Oklahoma City Hornets fu la 4ª nella NBA per la franchigia.
I New Orleans/Oklahoma City Hornets arrivarono quarti nella Southwest Division della Western Conference con un record di 38-44, non qualificandosi per i play-off.

## Roster
| N° | Naz.                   | Ruolo | Sportivo            | Anno | Alt. | Peso |
| -- | ---------------------- | ----- | ------------------- | ---- | ---- | ---- |
| 1  | Stati Uniti (bandiera) | G     | Kirk Snyder         | 1983 | 198  | 102  |
| 3  | Stati Uniti (bandiera) | G     | Chris Paul          | 1985 | 183  | 79   |
| 4  | Stati Uniti (bandiera) | AC    | Jackson Vroman      | 1981 | 208  | 100  |
| 5  | Stati Uniti (bandiera) | G     | Speedy Claxton      | 1978 | 180  | 75   |
| 6  | Lituania (bandiera)    | G     | Arvydas Macijauskas | 1980 | 193  | 97   |
| 10 | Slovenia (bandiera)    | A     | Boštjan Nachbar     | 1980 | 206  | 100  |
| 12 | Stati Uniti (bandiera) | A     | Chris Andersen      | 1978 | 208  | 104  |
| 15 | Polonia (bandiera)     | A     | Maciej Lampe        | 1985 | 211  | 125  |
| 21 | Stati Uniti (bandiera) | A     | Marcus Fizer        | 1978 | 206  | 119  |
| 23 | Stati Uniti (bandiera) | G     | J.R. Smith          | 1985 | 198  | 100  |
| 24 | Stati Uniti (bandiera) | A     | Desmond Mason       | 1977 | 201  | 102  |
| 25 | Stati Uniti (bandiera) | G     | Moochie Norris      | 1973 | 185  | 79   |
| 30 | Stati Uniti (bandiera) | A     | David West          | 1980 | 206  | 109  |
| 33 | Stati Uniti (bandiera) | A     | Brandon Bass        | 1985 | 203  | 109  |
| 34 | Stati Uniti (bandiera) | AC    | Aaron Williams      | 1971 | 206  | 100  |
| 42 | Stati Uniti (bandiera) | AC    | P.J. Brown          | 1969 | 211  | 102  |
| 43 | Stati Uniti (bandiera) | A     | Linton Johnson      | 1980 | 203  | 93   |
| 44 | Stati Uniti (bandiera) | C     | Marc Jackson        | 1975 | 208  | 122  |
| 45 | Stati Uniti (bandiera) | GA    | Rasual Butler       | 1979 | 201  | 93   |

## Staff tecnico
- Allenatore: Byron Scott
- Vice-allenatori: Jim Cleamons, Darrell Walker, Kenny Gattison, David Miller